# Paul Graener
Paul Graener (ur. 11 stycznia 1872 w Berlinie, zm. 13 listopada 1944 w Salzburgu) – niemiecki kompozytor i dyrygent.

## Życiorys
Uczęszczał do konserwatorium Veita w Berlinie, gdzie jego nauczycielem był Albert Becker. Przerwał jednak studia i działał jako dyrygent w Berlinie, Królewcu i Bremie. W 1896 roku wyjechał do Londynu, gdzie działał jako dyrygent Theatre Royal Haymarket, a w latach 1897–1902 był wykładowcą Królewskiej Akademii Muzycznej. W 1908 roku został wykładowcą kompozycji w wiedeńskim Neues Konservatorium, następnie od 1910 do 1913 roku był dyrektorem Mozarteum w Salzburgu. W następnych latach działał jako dyrygent w Berlinie, Lipsku, Dreźnie i Monachium.
W 1920 roku został przyjęty na członka Preußische Akademie der Künste. Od 1920 do 1924 roku wykładał kompozycję w konserwatorium w Lipsku. W latach 1930–1933 był dyrektorem berlińskiego konserwatorium Sterna, a w latach 1933–1941 wiceprzewodniczącym i kierownikiem działu kompozycji Reichsmusikkammer.

## Twórczość
Był reprezentantem późnoromantycznej muzyki niemieckiej, w jego twórczości widoczny jest wpływ Richarda Straussa, Maxa Regera i Hansa Pfitznera. Jako jeden z nielicznych kompozytorów niemieckich sięgał po elementy impresjonizmu. W swoich pieśniach kontynuował tradycję liryki romantycznej, wykorzystywał też melodie ludowe. W operze Friedemann Bach posłużył się archaizacją i cytatami muzycznymi z dzieł W.F. Bacha.

## Ważniejsze kompozycje
(na podstawie materiałów źródłowych)

### Utwory orkiestrowe
- Sinfonietta na smyczki i harfę
- Symfonia „Schmied Schmerz” d-moll
- Sinfonia breve
- Romantische Phantasie
- Variationen über ein rusisches Volkslied
- Gotische Suite
- Die Flöte von Sanssouci
- Turnwächterlied
- Koncert fortepianowy
- Koncert wiolonczelowy
- Koncert skrzypcowy

### Utwory kameralne
- Hungerpastor-Trio
- 6 kwartetów smyczkowych
- 2 sonaty skrzypcowe
- Sonata wiolonczelowa

### Utwory wokalno-instrumentalne
- Deutsche Kantate na chór a cappella
- Rhapsodie na alt, fortepian i kwartet smyczkowy
- kantata Wiebke Pogwisch
- kantata Das sind die alten Klänge

### Opery
- Don Juans letztes Abenteuer (wyst. Lipsk 1914)
- Theophano (wyst. Monachium 1918)
- Schirin und Gertraude (wyst. Drezno 1920)
- Hanneles Himmelfahrt (wyst. Lipsk 1927)
- Friedemann Bach (wyst. Schwerin 1931)
- Der Prinz von Hamburg (wyst. Berlin 1935)
- Schwanhild (wyst. Kolonia 1941)